# الوصية العسكرية (كتاب)
الوصية العسكرية (باللاتينية: Praecepta Militaria) هو العنوان التقليدي الذي أُطلق على أطروحة عسكرية [الإنجليزية] بيزنطية ، كتبت في حوالي عام 965 م إما من الإمبراطور الروماني الشرقي نقفور الثاني (حكم من 963 إلى 969)، أو نيابةً عنه. عنوانها اليوناني هو (Στρατηγικὴ ἔκθεσις καὶ σύνταξις Νικηφόρου δεσπότου)، ويُترجم إلى ("عرض وتكوين حول حرب السيد نقفور").
تتكون الرسالة من ستة فصول وتقدم الجيش البيزنطي كما تطور بحلول منتصف القرن العاشر، خلال حملات "الاسترداد البيزنطي" ضد العرب في الشرق. وعلى هذا النحو، تحتوي الرسالة على العديد من الجوانب الجديدة التي لم يتم التطرق إليها في الكتب العسكرية البيزنطية الأخرى، مثل الحساب الدقيق لتشكيل واستخدام إسفين للفرسام المدرعين ، واللواء الجديد للمشاة المختلط (التاكسياركيا)، والتشكيل المناسب للفواصل بين الوحدات وكيفية حراستها، واستخدام رمح المينافلون [الإنجليزية]. وتركز الرسالة بشكل عام على الجوانب العملية للحرب: حيث تتم مناقشة السيناريوهات التشغيلية المختلفة، فضلاً عن إنشاء المعسكرات والاستطلاع واستخدام الجواسيس. كما تم التأكيد على الاحتفالات الدينية للجيش، والتي تعكس الحماسة الدينية لنقفور. ضُمنَت الفصول وعُدلَت جزئيًا لتشمل الموقف في أوائل القرن الحادي عشر في كتاب التكتيكات (Tactica) اللاحق لـنقفور أرانس.

## المحتويات
- الفصل الأول - عن المشاة
- الفصل الثاني - عن المشاة الثقيلة
- الفصل الثالث - في الكاتافراكتوي
- الفصل الرابع - مرسوم نشر سلاح الفرسان
- الفصل الخامس - عن المخيم
- الفصل السادس - بشأن الجواسيس

## التكتيكات
تبدأ الرسالة بوصف المعدات والانتشار والتكتيكات الخاصة بالمشاة. ويناقش بعد ذلك التكتيكات التي يجب على كل من المشاة والفرسان استخدامها في مواقف المعركة ضد قوة العدو المشتركة من المشاة والفرسان. ثم ينتقل التركيز إلى الفرسان المدرعين والتكتيكات العامة لقتال الفرسان بشكل مستقل ضد المشاة والفرسان. هناك ثلاثة جوانب من المعركة تحظى باهتمام خاص: كيف يجب على المشاة الدفاع ضد سلاح الفرسان، وكيف يجب على الفارس المُدرع مهاجمة المشاة، وكيف يجب على الجيش ملاحقة العدو المهزوم.

### المشاة
التشكيل القياسي للمشاة الموصوف في الرسالة هو عبارة عن مربع [الإنجليزية] مجوف مع فترات زمنية موضوعة بشكل مقصود في خطوط المشاة الثقيلة حتى يتمكن الفرسان من الدخول أو الخروج من المربع. كانت الفواصل الزمنية محمية بواسطة المشاة الخفيفة، مثل الرماة بالرماح، والمقلاعين، والرماة بالسهام، الذين كانوا يشتبكون مع الأعداء المقتربين ويعطلونهم للسماح بالوقت الكافي للمشاة الثقيلة للتشكيل بشكل صحيح. تتضمن الرسالة تفاصيل بعض التغييرات التكتيكية التي أدخلها نقفور لتحسين قدرة المشاة على الدفاع ضد سلاح الفرسان الثقيل. كان أحد أهم هذه التغييرات هو وضع حاملي الرماح الثقيلة، في الصفوف الأمامية.

### سلاح الفرسان
يتضمن الكتاب تفصيلًا دقيقًا لنشر وتشكيل سلاح الفرسان، مع توضيح هيكل وموقع كل وحدة داخل قوة سلاح الفرسان بأكملها وتحديد الدور التكتيكي الفردي لكل وحدة. إن التكتيك الأكثر أهمية المفصل في الرسالة هو نشر الفرسان المدرعين في شكل إسفين أو مثلث. كانت الخطوط الأمامية والخارجية للإسفين تتكون من رجال مسلحين إما بهراوة أو رمح بينما كان الجزء الداخلي من الإسفين يتكون من رماة فرسان. أثناء الهجوم، كان الرماة يطلقون النار على خط العدو الأمامي لإضعافه قبل وصول الإسفين. اُستخدم هذا التكتيك كمحاولة لتدمير العدو جسديًا ومعنويًا.

## السياق التاريخي
كتب نقفور الكتاب ليكون دليلًا لحملات جيشه الهجومية ضد قيليقية والجزيرة الفراتية في ستينيات القرن التاسع. وكانت هذه الحملات الهجومية جزءًا من الحروب البيزنطية الحمدانية التي وقعت في منتصف القرن العاشر. تشير هذه الرسالة إلى تغيير في الاستراتيجية خلال الحروب حيث تم توزيعها في الوقت الذي بدأت فيه الإمبراطورية البيزنطية في التصرف بشكل أكثر عدوانية؛ إذ إن الدفاعات الحمدانية كانت صلبة، بل استطاع الحمدانيون أيضًا الإغارة والوصول لقلب الدولة البيزنطية.
لم يكن الكتاب بمثابة أطروحة قدمت تكتيكات أصلية بالكامل. وبدلًا من ذلك، قام نقفور بمراجعة التكتيكات الموجودة من خلال الجمع بينها وبين تجربته وملاحظاته الخاصة. من المحتمل أن العديد من تكتيكات المشاة من الكتاب كانت مبنية على تلك الموجودة في قواعد استخدام مربعات القوات المسلحة (باللاتينية: Syntaxis Armatorum Quadrata) (حوالي 950). وكان كتاب القياس المنطقي للتكتيكات [الإنجليزية] (الذي جُمع حوالي عام 950) أكثر تأثيرًا، وكان عبارة عن مجموعة من التكتيكات والاستراتيجيات. من المرجح أن تكون هذه المجموعة قد قدمت العديد من المصادر لتعليمات هذا الكتاب فيما يتعلق بالمعدات والنشر لكل من المشاة والفرسان. كانت سياسة التكتيكات العسكرية بمثابة تحديث للتكتيكات العسكرية البيزنطية الموجودة من أجل مواكبة أعدائها. ستستمر الرسائل العسكرية البيزنطية اللاحقة، مثل كتاب التكتيكات Tactica لـنقفور أرانس، في هذه العملية باستخدام ومراجعة تكتيكات هذا الكتاب أيضًا.

### فهرس
- McGeer، Eric (1991). "Tradition and reality in the Taktika of Nikephoros Ouranos". Dumbarton Oaks Papers. ج. 45: 129–140. DOI:10.2307/1291697. JSTOR:1291697.
- McGeer، Eric (1995). Sowing the Dragon's Teeth: Byzantine Warfare in the Tenth Century. Dumbarton Oaks Studies. Washington, DC: Dumbarton Oaks Research Library and Collection. ج. 33.